# Теро Вялімякі
Теро Сеппо Вялімякі (фін. Tero Seppo Välimäki; нар. 1 січня 1982, Теува, Південна Пох'янмаа) — фінський борець греко-римського стилю, триразовий бронзовий призер Північних чемпіонатів з боротьби, багаторазовий переможець та призер міжнародних турнірів, учасник Олімпійських ігор.

## Біографія
Боротьбою почав займатися з 1992 року. Виступав за борцівський клуб «Teuvan Rivakka», Теува, потім — за «Ilmajoen Kisailijat», Ілмайокі. З 2008 року тренується під керівництвом Марко Юлі-Ханнуксели.

## Спортивні результати на міжнародних змаганнях

### Виступи на Олімпіадах
| Змагання                    | Збірна    | Вагова категорія | Місце |
| --------------------------- | --------- | ---------------- | ----- |
| Літні Олімпійські ігри 2016 | Фінляндія | 66 кг            | 15    |

На перші свої Олімпійські ігри потрапив у 34 роки. На змаганнях в Ріо-де-Жанейро у 2016 році програв у першій же сутичці майбутньому бронзовому призеру цього турніру Шмагі Болквадзе з Грузії.

### Виступи на Чемпіонатах світу
| Змагання                        | Збірна    | Вагова категорія | Місце |
| ------------------------------- | --------- | ---------------- | ----- |
| Чемпіонат світу з боротьби 2010 | Фінляндія | 66 кг            | 17    |
| Чемпіонат світу з боротьби 2011 | Фінляндія | 66 кг            | 32    |
| Чемпіонат світу з боротьби 2014 | Фінляндія | 66 кг            | 31    |
| Чемпіонат світу з боротьби 2015 | Фінляндія | 66 кг            | 23    |

### Виступи на Чемпіонатах Європи
| Змагання                         | Збірна    | Вагова категорія | Місце |
| -------------------------------- | --------- | ---------------- | ----- |
| Чемпіонат Європи з боротьби 2008 | Фінляндія | 66 кг            | 23    |
| Чемпіонат Європи з боротьби 2010 | Фінляндія | 66 кг            | 20    |
| Чемпіонат Європи з боротьби 2013 | Фінляндія | 66 кг            | 13    |
| Чемпіонат Європи з боротьби 2014 | Фінляндія | 66 кг            | 8     |

### Виступи на Європейських іграх
| Змагання              | Збірна    | Вагова категорія | Місце |
| --------------------- | --------- | ---------------- | ----- |
| Європейські ігри 2015 | Фінляндія | 66 кг            | 18    |

### Виступи на Кубках світу
| Змагання                    | Збірна    | Вагова категорія | Місце |
| --------------------------- | --------- | ---------------- | ----- |
| Кубок світу з боротьби 2014 | Фінляндія | 66 кг            | 8     |

### Виступи на інших змаганнях
| Змагання                                                                        | Збірна    | Вагова категорія | Місце  |
| ------------------------------------------------------------------------------- | --------- | ---------------- | ------ |
| Олімпійський кваліфікаційний турнір з греко-римської боротьби 2004 (Софія)      | Фінляндія | 66 кг            | 26     |
| Північний чемпіонат з боротьби 2005                                             | Фінляндія | 66 кг            | Бронза |
| Північний чемпіонат з боротьби 2006                                             | Фінляндія | 66 кг            | Бронза |
| Олімпійський кваліфікаційний турнір з греко-римської боротьби 2008 (Роме-Остія) | Фінляндія | 66 кг            | 22     |
| Північний чемпіонат з боротьби 2009                                             | Фінляндія | 66 кг            | Бронза |
| Гран-прі Німеччини з боротьби 2010                                              | Фінляндія | 74 кг            | 18     |
| Кубок Арво Хаавісто 2010                                                        | Фінляндія | 74 кг            | 7      |
| Турнір Германа Каре 2011                                                        | Фінляндія | 74 кг            | 8      |
| Кубок Владислава Питласинські 2011                                              | Фінляндія | 66 кг            | 24     |
| Кубок Вантаа з боротьби 2011                                                    | Фінляндія | 66 кг            | Срібло |
| Кубок Арво Хаавісто 2011                                                        | Фінляндія | 66 кг            | Золото |
| Турнір Германа Каре 2012                                                        | Фінляндія | 74 кг            | 5      |
| Кубок Арво Хаавісто 2012                                                        | Фінляндія | 74 кг            | 8      |
| Турнір Германа Каре 2013                                                        | Фінляндія | 74 кг            | 7      |
| Золотий Гран-прі з боротьби 2014                                                | Фінляндія | 66 кг            | 5      |
| Гран-прі Німеччини з боротьби 2014                                              | Фінляндія | 71 кг            | 17     |
| Золотий Гран-прі з боротьби 2014                                                | Фінляндія | 66 кг            | 12     |
| Кубок Арво Хаавісто 2014                                                        | Фінляндія | 71 кг            | Срібло |
| Турнір Германа Каре 2015                                                        | Фінляндія | 71 кг            | 9      |
| Тор Мастерс 2015                                                                | Фінляндія | 66 кг            | Срібло |
| Турнір Вехбі Емре 2015                                                          | Фінляндія | 66 кг            | 25     |
| Меморіал Іона Корнеану 2015                                                     | Фінляндія | 71 кг            | Бронза |
| Турнір Германа Каре 2016                                                        | Фінляндія | 71 кг            | Золото |
| Тор Мастерс 2016                                                                | Фінляндія | 71 кг            | 11     |
| Олімпійський кваліфікаційний турнір з греко-римської боротьби 2016 (Улан-Батор) | Фінляндія | 66 кг            | Срібло |
| Гран-прі Німеччини з боротьби 2016                                              | Фінляндія | 71 кг            | 5      |